# Kon-Tiki (1950)
Kon-Tiki är en norsk-svensk svartvit dokumentärfilm från 1950. Filmen regisserades och producerades av Olle Nordemar och handlade om den norske upptäcktsresanden Thor Heyerdahls expedition 1947. Den vann som första norska film en Oscar 1951 i kategorin "Bästa dokumentär".

## Om filmen
Filmen spelades in 1947–1949 i Callao i Peru och i Raroia i Franska Polynesien med vissa interiörer inspelade i Sandrewateljéerna i Stockholm. Den premiärvisades den 13 januari 1950 på biografen Grand i Stockholm. Den var 77 minuter lång och barntillåten.

## Medverkande
- Thor Heyerdahl
- Herman Watzinger
- Erik Hesselberg
- Knut Haugland
- Torstein Raaby
- Bengt Danielsson